# Того на Светском првенству у атлетици на отвореном 2015.
Того је учествовао на Светском првенству у атлетици на отвореном 2015. одржаном у Пекингу од 22. до 30. августа а представљао га је један атлетичар који се такмичио у трци на 100 метара,
На овом првенству Того није освојио ниједну медаљу, нити је оборен неки рекорд.

## Резултати

### Мушкарци
| Атлетичар             | Дисциплина | Лични рекорд | Предтакмичење | Предтакмичење | Квалификације | Квалификације | Полуфинале           | Полуфинале           | Финале               | Финале        | Детаљи |
| Атлетичар             | Дисциплина | Лични рекорд | Резултат      | Место         | Резултат      | Место         | Резултат             | Место                | Резултат             | Место         | Детаљи |
| --------------------- | ---------- | ------------ | ------------- | ------------- | ------------- | ------------- | -------------------- | -------------------- | -------------------- | ------------- | ------ |
| Yendountien Tiebekabe | 100 м      | 10,60        | 10,76         | 3. у гр. 3 КВ | 10,74         | 7. у гр. 3    | Није се квалификовао | Није се квалификовао | Није се квалификовао | 49. / 68 (71) |        |